# (125) Liberatrix
(125) Liberatrix es un asteroide perteneciente al cinturón de asteroides descubierto por Prosper Mathieu Henry el 11 de septiembre de 1872 desde el observatorio de París, Francia. Está posiblemente nombrado en recuerdo de la liberación de Francia en tiempos del descubrimiento.

## Características orbitales
Liberatrix orbita a una distancia media del Sol de 2,744 ua, pudiendo acercarse hasta 2,526 ua y alejarse hasta 2,961 ua. Tiene una excentricidad de 0,07932 y una inclinación orbital de 4,658°. Emplea en completar una órbita alrededor del Sol 1660 días.